# Christian Bregazzi
Christian Bregazzi (vollständiger Name Christian Gottfried Bregazzi, * 1. Juni 1839 in Mühlhausen/Thüringen; † 1885) war ein deutscher Fotograf sowie der Name eines Anfang des 20. Jahrhunderts publizierenden Ansichtskarten-Verlages, der später von dem Hoffotografen Franz Tellgmann übernommen wurde, einem Sohn von Ferdinand Tellgmann.

## Leben

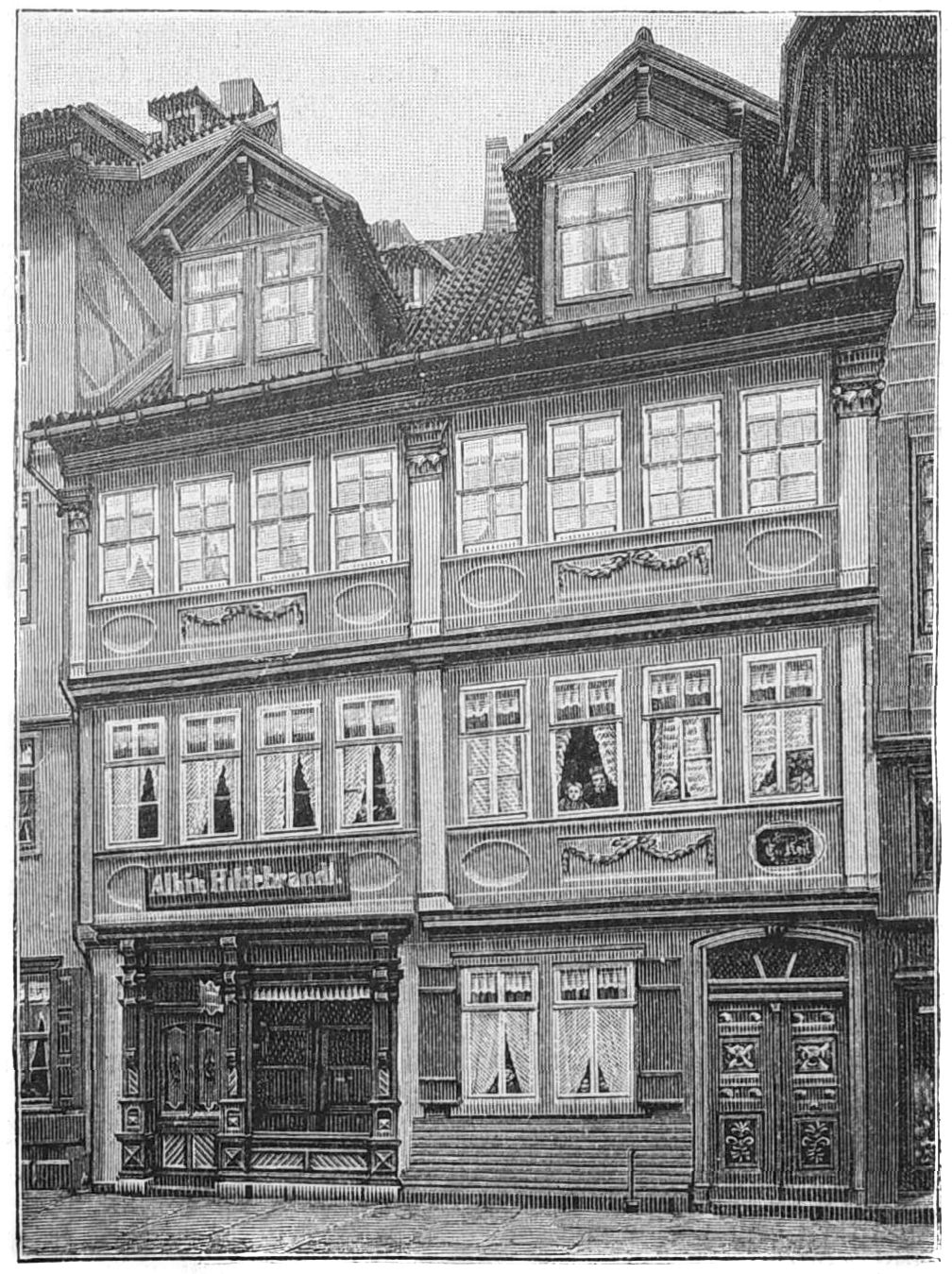
Ernst Keils Geburtshaus in der Marktstraße von Langensalza;
Abdruck 1897 in Die Gartenlaube

Christian Gottfried Bregazzi war ein Nachfahre italienischer Kunstmaler und der Sohn des Giovanni Maria Alioso Bregazzi (1790–1848) und der Johanna Dorothea Becherer (* 1803). Er heiratete Luise Burghardt, mit der er die Söhne Eduard und Otto sowie Ferdinand zeugte.
1860 eröffnete der „Lichtbildkünstler“ Bregazzi in Langensalza ein fotografisches Atelier, das nach seinem Tode ab 1885 vermutlich von seinem Sohn Ferdinand unter dem bisherigen Namen C. Bregazzi fortgeführt wurde.

## Werk

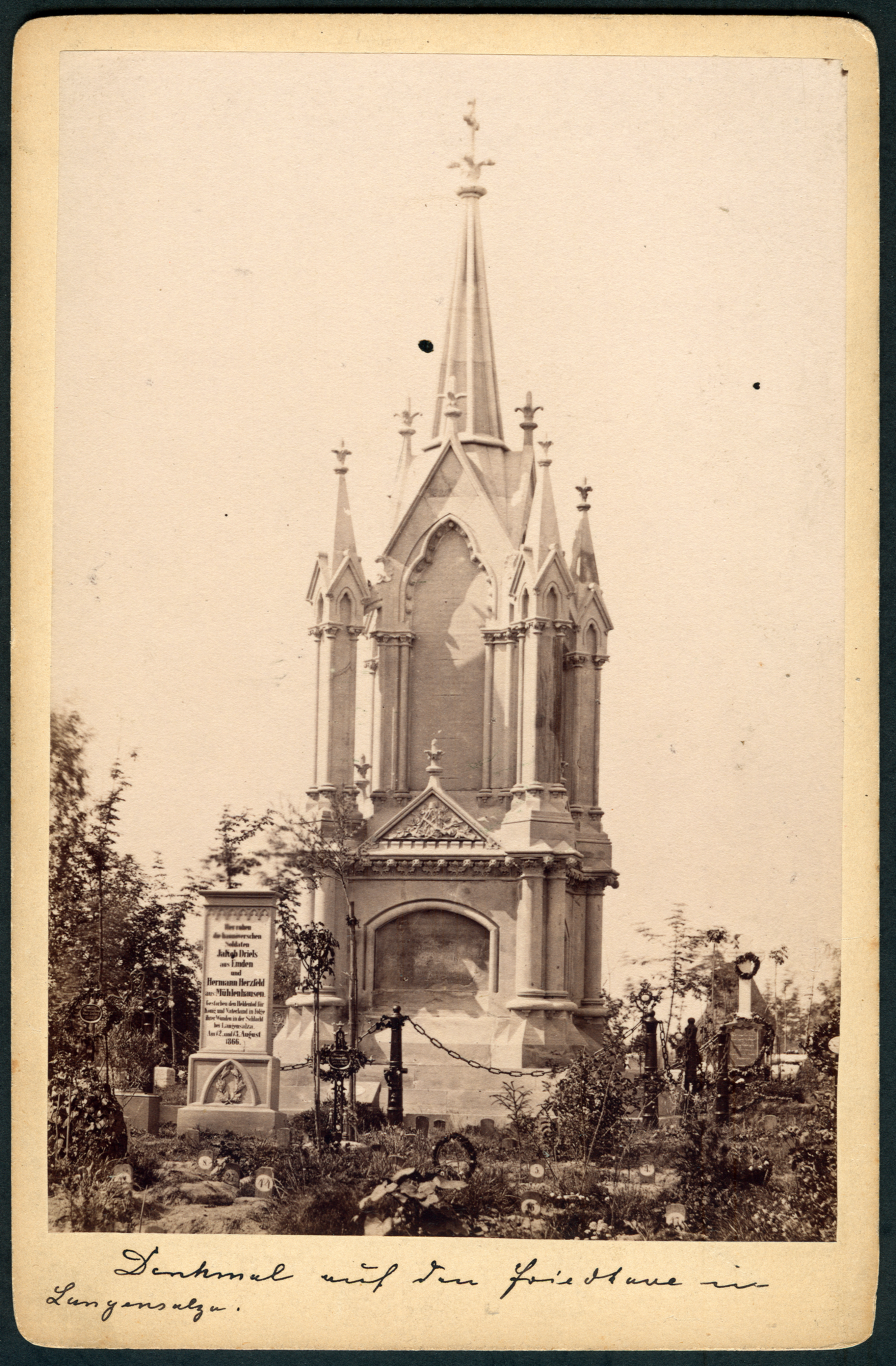
Das Langensalza-Denkmal im 19. Jahrhundert kurz nach einer Gedenkveranstaltung in Bad Langensalza;
Foto im Kabinettformat von Bregazzi

Aus der Frühzeit der Carte de Visite (CDV) um 1860 ist beispielsweise eine Atelieraufnahme Bregazzis mit einer mit Spitzenstoffen geschmückten Dame mit Krinoline erhalten. Ausdrücklich betonte der Fotograf seinerzeit auf der Rückseite (Revers) des Kartonträgers des Fotoabzuges seinen Bezug zur Kunst: „Artist. Photogr. Atelier [...]“.
Überregional bekannt blieb Bregazzi insbesondere durch seine handschriftlich fortlaufend nummerierten Landschaftsfotografien von den nahegelegenen Schauplätzen der Schlacht bei Langensalza. Die häufig im Kabinettformat vertriebenen Aufnahmen tragen teilweise einen Blindstempel mit dem Angaben zum Fotografen und häufig die Jahreszahl 1891.
Von den Architekturfotografien aus dem Hause Bregazzi ist die vom Jahr 1897 in der Illustrierten Die Gartenlaube abgedruckte Aufnahme des Geburtshauses des Zeitschriften-Begründers Ernst Keil in der Marktstraße von Langensalza überliefert.
Das Bregazzi-Atelier wurde noch Anfang des 20. Jahrhunderts betrieben. So ist eine Porträtfotografie der jungen, beim ersten tödlichen Autounfall in Langensalza verunglückten Katharina Klara Röcker aus dem Jahr 1903 bekannt. Sie zeigt das kleine Mädchen in zeitypischer Kleidung in dem dekorierten Atelier kurz vor dem Unfall, an dem unter anderem der Chirurg Eduard Sonnenburg als Fahrzeugführer beteiligt war.
Über das Werk, die Familie Bregazzi und den Bezügen zu dem Maler und Fotografen Ferdinand Tellgmann schrieb die Thüringer Allgemeine unter dem Titel Kostbare Raritäten aus Langensalza aufgetaucht:

„Dass vor mehr als 100 Jahren verschiedene Fotografen in Langensalza auf hohem künstlerischen Niveau gewirkt haben und deren Arbeiten durchaus mit der Qualität der heutigen Digitalfotografie mithalten können, belegen die überlieferten Aufnahmen. Hinzu kommt, dass der damalige künstlerische Stil nahezu zeitlos wirkt und heute gern nachempfunden wird.“

Und weiter:

„So war unter anderem Ende des 19. Jahrhunderts auch "C. Bregazzis Photographisches Atelier" gegenüber der Promenade ein Begriff. Inhaber war Christian Bregazzi, während sein Bruder Eduard in der Nachbarstadt Mühlhausen als Fotograf in Erscheinung trat. Deren Schwester Cäcilie Bregazzi (1825–1903) lernte ihren späteren Ehemann Ferdinand Tellgmann (1811–1897) im Jahre 1842 kennen und lieben. Tellgmann war Maler und Fotograf. Er und seine Nachkommen bildeten eine berühmte Fotografendynastie in Nordthüringen und Nordhessen.“

Aus der Zeit um 1900 ist eine Zweigstelle des Ateliers in der Stadt Erfurt bekannt, die – unter der Adresse Anger 43 unter Beibehaltung des Firmennamens – ab etwa 1910 von dem „Inh. O. Wegener“ weitergeführt wurde.

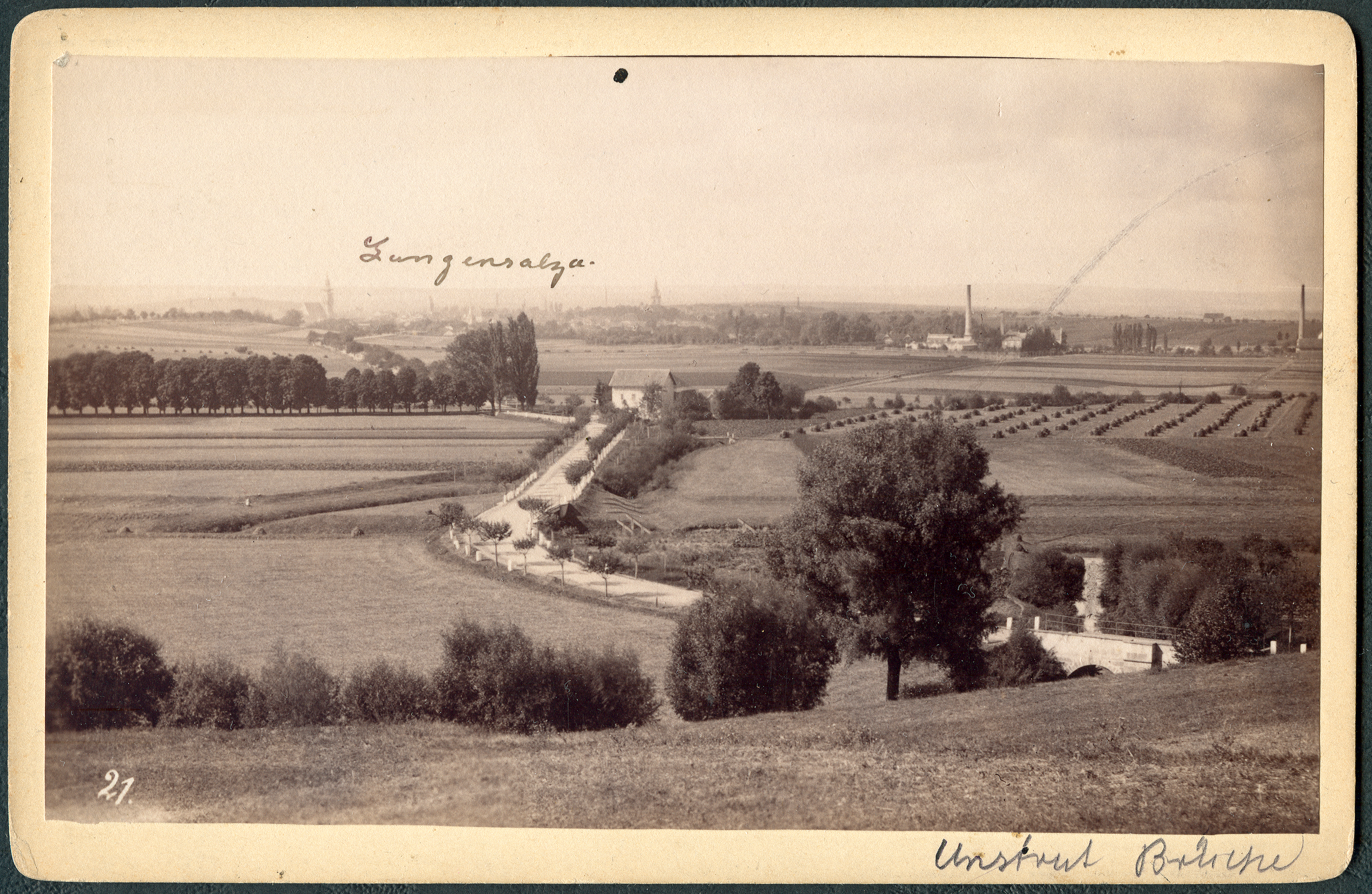
Kabinettfotografie Nr. 21 mit der Brücke über die Unstrut
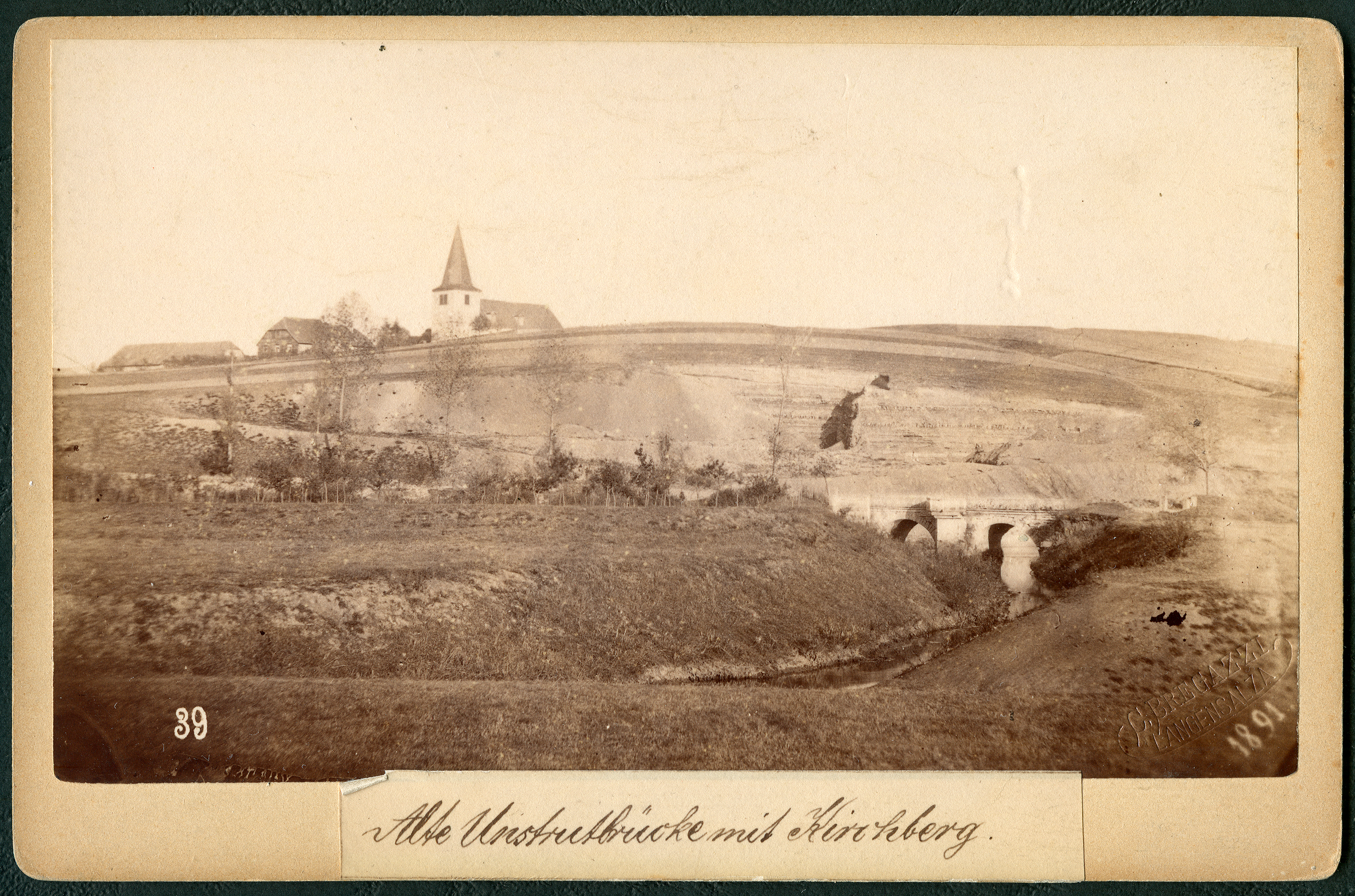
Nr. 39, mit Blindstempel und Jahreszahl 1891 sowie handbeschriftetem Aufkleber „Alte Unstrutbrücke mit Kirchberg“
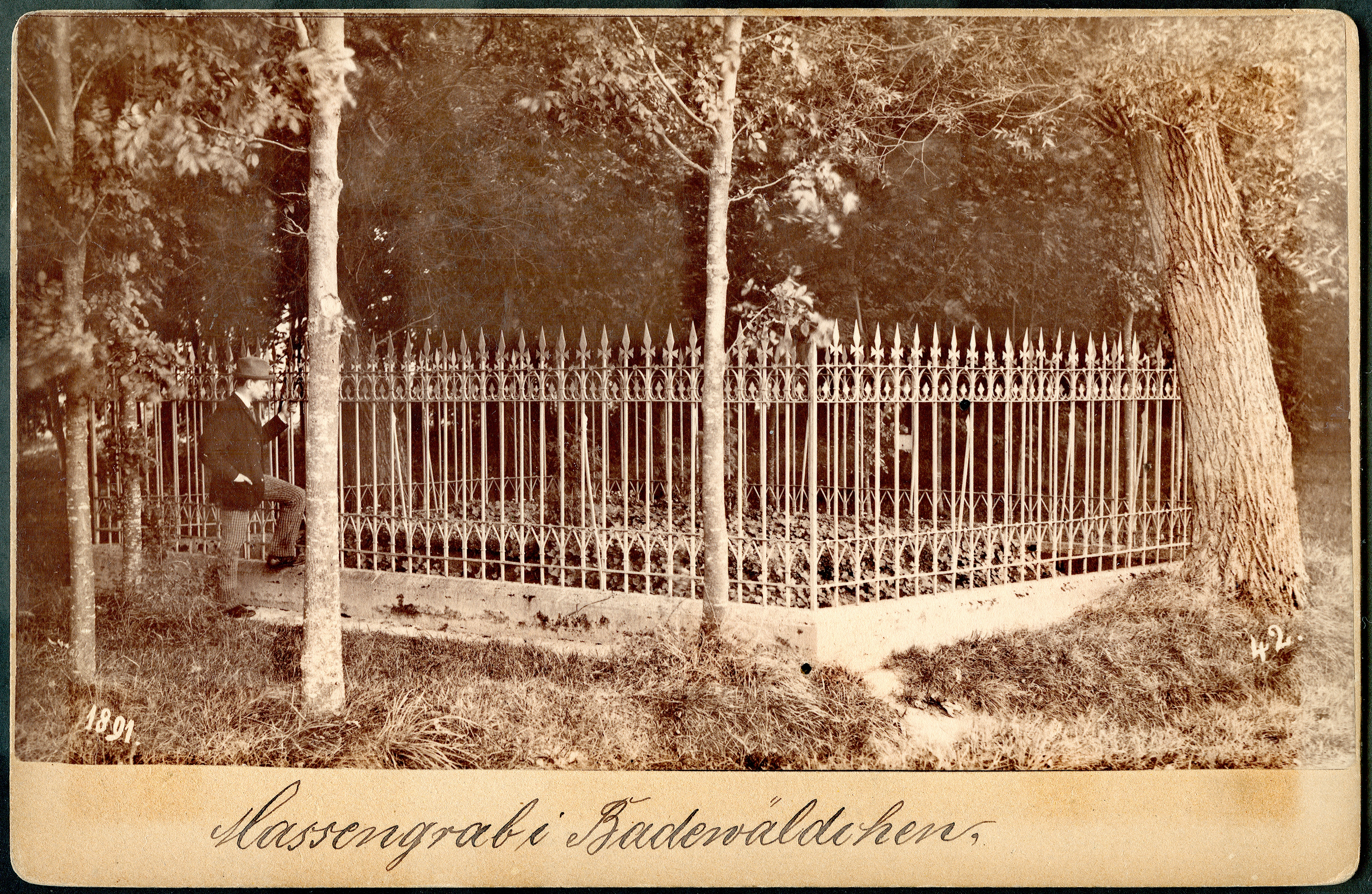
Nr. 42: Massengrab im Badewäldchen
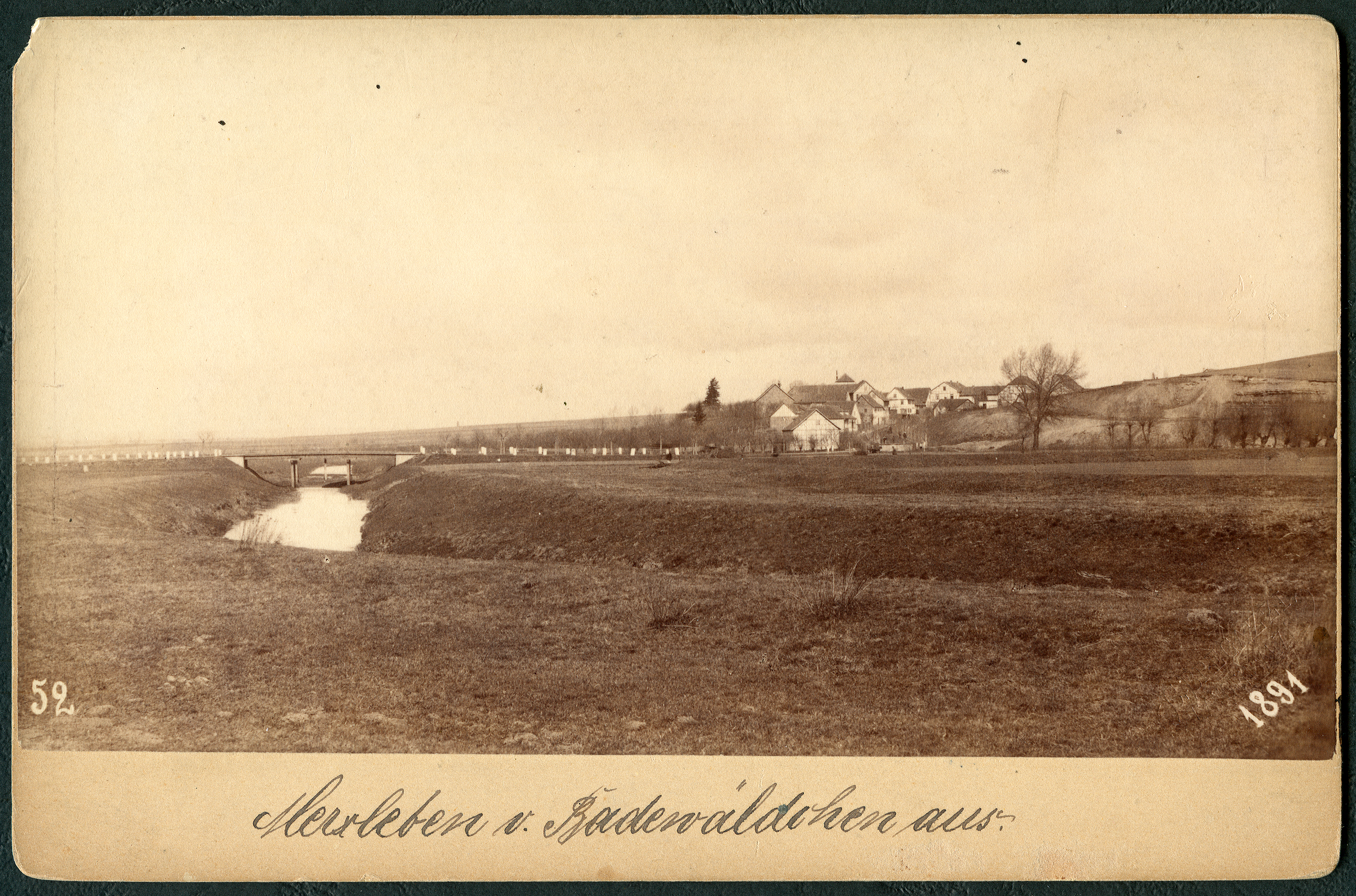
Nr. 52: „Merxleben vom Badewäldchen aus“